# Махун
Маху́н — піщаний острів в Червоному морі в архіпелазі Дахлак, належить Еритреї, адміністративно відноситься до району Дахлак регіону Семіен-Кей-Бахрі.

## Географія
Розташований на схід від острова Нора та південний схід від острова Наалег. Довжина острова 5,5 км, ширина — 3,5 км. Острів облямований кораловими рифами.